# Muggenhof (metro, Neurenberg)
Muggenhof is een metrostation in de wijk Muggenhof van de Duitse stad Neurenberg. Het station werd geopend op 4 november 1970 voor tramlijn 1. Na een verbouwing wordt het station bediend door lijn U1 van de metro van Neurenberg sinds 20 maart 1982.